# Arte (mangá)
Arte (アルテ, Arute) é um mangá japonês escrito por Kei Ohkubo. Foi serializado na revista de mangás seinen da Tokuma Shoten, Monthly Comic Zenon, desde outubro de 2013 a abril de 2025. A série está em andamento com 21 volumes tankōbon lançados até agosto de 2025. Uma adaptação em anime produzida pela Seven Arcs foi ao ar a partir de abril até junho de 2020.

## Personagens
Arte Spalletti (アルテ, Arute)
Voz de: Mikako Komats
Leo (レオ, Reo)
Voz de: Katsuyuki Konishi
Angelo Parker (アンジェロ, Anjero)
Voz de: Junya Enoki
Veronica (ヴェロニカ, Veronika)
Voz de: Sayaka Ohara
Yuri Falier (ユーリ, Yūri)
Voz de: Kohsuke Toriumi
Katarina (カタリーナ, Katarīna)
Voz de: M.A.O
Darcia (ダーチャ, Dācha)
Voz de: Kiyono Yasuno

## Mídia

### Mangá
Arte é escrito e ilustrado por Kei Ohkubo, sendo o primeiro trabalho do autor, e foi serializado na revista Monthly Comic Zenon da Tokuma Shoten de 25 de outubro de 2013 a 25 de abril de 2025. O mangá é licenciado na América do Norte pela Media Do.
Em 2014, ficou em 15º lugar no NEXT Breakthrough Manga Rankings ; Em janeiro de 2021, o número total de cópias de seus livros havia ultrapassado 1,4 milhão

### Sinopse
Florença, final do Renascimento e início do século XVI. Na capital da arte e o centro da cultura renascentista, de mestres como Leonardo da Vinci, Michelangelo e Rafael a jornada de uma garota começa. Arte (nome da protagonista) sonha em se tornar uma artista, uma carreira impossível para uma garota nascida em uma família nobre. Naqueles dias, arte era exclusivamente uma profissão de homens, as mulheres sofriam uma forte descriminação. Apesar desses obstáculos persevera com muito trabalho e uma atitude positiva.

#### Lista de volumes
| N.º | Data de lançamento japonês | ISBN japonês      |
| --- | -------------------------- | ----------------- |
| 1   | 19 de abril de 2014        | 978-4-19-980203-4 |
| 2   | 20 de novembro de 2014     | 978-4-19-980242-3 |
| 3   | 20 de junho de 2015        | 978-4-19-980275-1 |
| 4   | 20 de novembro de 2015     | 978-4-19-980309-3 |
| 5   | 20 de junho de 2016        | 978-4-19-980348-2 |
| 6   | 20 de janeiro de 2017      | 978-4-19-980391-8 |
| 7   | 20 de julho de 2017        | 978-4-19-980431-1 |
| 8   | 20 de janeiro de 2018      | 978-4-19-980473-1 |
| 9   | 20 de julho de 2018        | 978-4-19-980504-2 |
| 10  | 19 de janeiro de 2019      | 978-4-19-980544-8 |
| 11  | 20 de julho de 2019        | 978-4-19-980582-0 |
| 12  | 20 de janeiro de 2020      | 978-4-19-980611-7 |
| 13  | 20 de abril de 2020        | 978-4-86-720015-5 |
| 14  | 20 de janeiro de 2021      | 978-4-86-720191-6 |
| 15  | 20 de agosto de 2021       | 978-4-86-720256-2 |
| 16  | 19 de março de 2022        | 978-4-86-720315-6 |
| 17  | 18 de novembro de 2022     | 978-4-86-720441-2 |
| 18  | 19 de agosto de 2023       | 978-4-86-720533-4 |
| 19  | 19 de abril de 2024        | 978-4-86-720636-2 |
| 20  | 19 de outubro de 2024      | 978-4-86-720697-3 |
| 21  | 20 de agosto de 2025       | 978-4-86-720795-6 |

### Anime
Uma adaptação em anime para televisão foi anunciada pela Tokuma Shoten em 19 de julho de 2019. A série foi animada por Seven Arcs e dirigida por Takayuki Hamana, com Reiko Yoshida cuidando da composição da série e Chieko Miyakawa desenhando os personagens. Gorō Itō compôs a música da série. O anime foi ao ar de 4 de abril a 20 de junho de 2020 na Tokyo MX, BS Fuji e ytv. Maaya Sakamoto cantou o tema de abertura "Clover", enquanto Kiyono Yasuno cantou o tema de encerramento "Hare Moyō".
Em 3 de abril de 2020, a Funimation anunciou que licenciou a série para streaming nos EUA, Canadá, Reino Unido e Irlanda. No dia 9 de outubro de 2020, a Funimation anunciou que a série receberia dublagem em inglês, que estreou no dia seguinte.

#### Lista de Episódios
| Nº. | Título                                                                                 | Exibição original   |
| --- | -------------------------------------------------------------------------------------- | ------------------- |
| 1   | "Quero ser um aprendiz" "Deshi Iri Shigan (弟子入り志願)"                              | 4 de abril de 2020  |
| 2   | "Uma nova vida" "Shin Seikatsu (新生活)"                                               | 11 de abril de 2020 |
| 3   | "Primeiro emprego" "Saisho no Shigoto (最初の仕事)"                                    | 18 de abril de 2020 |
| 4   | "Courtesã" "Korutijāna (コルティジャーナ)"                                             | 25 de abril de 2020 |
| 5   | "Ligação inevitável" "Kusare'en (腐れ縁)"                                              | 2 de maio de 2020   |
| 6   | "Grémio comercial" "Dōgyō Kumiai (同業組合)"                                           | 9 de maio de 2020   |
| 7   | "O nobre veneziano" "Venetsia no Kizoku (ヴェネツィアの貴族)"                          | 16 de maio de 2020  |
| 8   | "Um novo capítulo" "Shintenchi (新天地)"                                               | 23 de maio de 2020  |
| 9   | "Criança malcriada" "Akudō (悪童)"                                                     | 30 de maio de 2020  |
| 10  | "Jantar da Katarina" "Katarīna no Bansan (カタリーナの晩餐)"                           | 6 de junho de 2020  |
| 11  | "O pintor de retratos dos faliers" "Farieru-ke no Shōzō Gaka (ファリエル家の肖像画家)" | 13 de junho de 2020 |
| 12  | "Aprendiz" "Deshi (弟子)"                                                              | 20 de junho de 2020 |